# Lindekapel

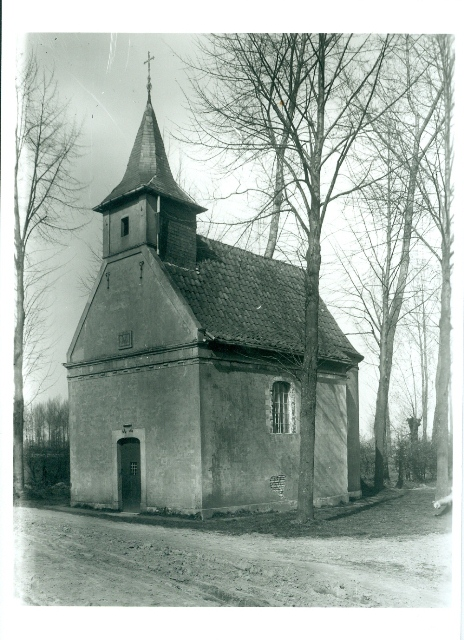
Lindekapel in Hoeselt vroeger.

De Lindekapel is een betreedbare kapel aan de Lindekapelstraat 67 te Hoeselt.
De kapel is gelegen aan de weg van Hoeselt naar Alt-Hoeselt, nabij de Wermbeek. Hier lag de buurtschap die in 1275 als Linne, en in 1412 als Linde werd vermeld, vandaar de naam van de kapel.

## Geschiedenis
Oorspronkelijk betrof het de eerste statie van de Kruiswegprocessies, die hier wellicht al vanaf de 13e eeuw voorbij kwamen. De processies vanuit Hoeselt en vanuit Romershoven kwamen hier bij elkaar. In 1624 werd een kapel op deze plaats vermeld, gewijd aan Onze-Lieve-Vrouw onder de Linden. In 1643 werd reeds melding gemaakt van een beeldje van Maria Behoudenis der Kranken dat in de kapel werd vereerd. Deze kapel was toen eigendom van de zusters van het Sint-Jacobsgasthuis te Tongeren.
In 1679 werd de eerste stenen Lindekapel gebouwd. Voordien was er waarschijnlijk een houten gebouwtje. De nieuwe kapel was opgetrokken uit mergelsteen en omvatte slechts het koor van de huidige kapel en bezat geen torentje. In de kapel mocht de Mis worden opgedragen.
Van 1781-1783 werd de kapel aanmerkelijk vergroot, maar in 1798 werd ze door de Fransen onbruikbaar gemaakt door het dak en de vensters te slopen. In 1801 volgde herstel en van 1816-1818 werd nog een restauratie uitgevoerd.

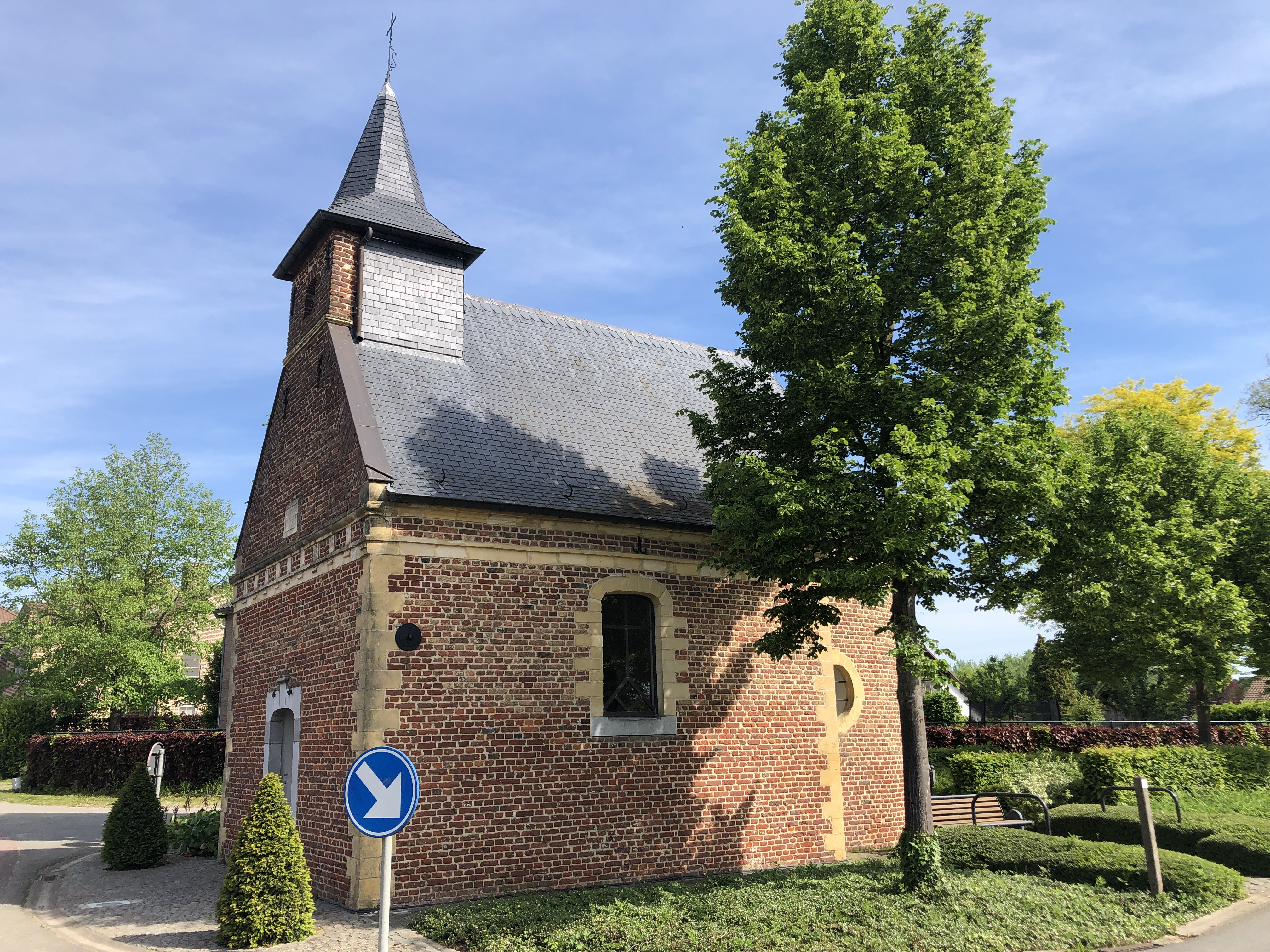
Lindekapel in 2024

## Heden
Het huidige gebouwtje is uitgevoerd in baksteen, met mergelstenen hoekbanden en vensteromlijstingen. Het zadeldak wordt gesierd door een bescheiden torentje. In 1985 werd de kapel beschermd als monument. De landelijke omgeving is echter goeddeels verloren gegaan.
In de kapel bevindt zich de 16e-eeuwse processiemadonna, uitgevoerd in gepolychromeerd hout en toegeschreven aan de Mechelse School. Het neoclassicistisch altaar werd in 1876 geschonken door barones Philippina de Broukmans.